# Свети мученик Никола Караман
Никола Караман је православни светитељ и мученик их 17. века.
По црквеном предању стекао је велики углед код хрићшана у време Османске власти. Због тога су га Турци ухапсили и покушали да га приморају да се одрекне Христа и потурчи. Одговорио је речима које су записане у његовим житијама: "Никада се нећу одрећи Творца и Спаситеља мог, Господа Исуса Христа, истинитог Бога, који ће судити живима и мртвима".
Због тих речи је бачен у тамницу, где је тучен и изгладњиван. Он је мучење непоколобевио подносио због чега су га после свега обесили. То се десило у Смирни 6. децембра 1657. године.
Православна црква прославља светог Николу Карамана 6. децембра по јулијанском календару.